# Tullgrenella
Tullgrenella  (лат.) — род аранеоморфных пауков из подсемейства Aelurillinae в семействе пауков-скакунов (Salticidae). Все представители рода распространены на континенте Южной Америки.

## Этимология
Научное название рода дано роду в честь шведского арахнолога Albert Tullgren, который открыл типовой вид.

## Синонимия
Род Tullgrenella считается старшим синонимом Akeloides Mello-Leitão, 1944.

## Виды
- Tullgrenella corrugata Galiano, 1981 — Бразилия
- Tullgrenella didelphis (Simon, 1886) — Боливия
- Tullgrenella gertschi Galiano, 1981 — Бразилия
- Tullgrenella guayapae Galiano, 1970 — Аргентина
- Tullgrenella lunata (Mello-Leitão, 1944) — Аргентина
- Tullgrenella melanica (Mello-Leitão, 1941) — Аргентина
- Tullgrenella morenensis (Tullgren, 1905) — Аргентина typus
- Tullgrenella musica (Mello-Leitão, 1945) — Аргентина
- Tullgrenella peniaflorensis Galiano, 1970 — Чили
- Tullgrenella quadripunctata (Mello-Leitão, 1944) — Аргентина, Уругвай
- Tullgrenella selenita Galiano, 1970 — Аргентина
- Tullgrenella serrana Galiano, 1970 — Аргентина
- Tullgrenella yungae Galiano, 1970 — Боливия, Аргентина